# Cutterhead
Cutterhead er en dansk film fra 2019. Filmen er instrueret af Rasmus Kloster Bro.

## Medvirkende
- Christine Sønderris som Rie
- Samson Semere som Bharan
- Kresimir Mikic som Ivo
- Salvatore Striano som Alfredo
- Adrian Heili som Adrian
- Lilli Fernanda Kondrup som Datter
- Rasmus Hammerich som Røgdykker (stremme)
- Anders Nylander Thomsen som Røgdykker